# 拉斯图纳斯省
拉斯图纳斯省（西班牙語：Provincia de Las Tunas）是古巴的一个省份。该省位于古巴岛东部，建立于1978年，是从原先的东方省中划分出来。省内规模较大的城镇包括拉斯图纳斯、帕德雷港和阿曼西奥。
南部面朝瓜卡纳亚沃湾的海岸以湿地为主，红树种植普遍。由于该地区的潮湿特性，制糖业比较发达，畜牧业其次。
拉斯图纳斯省从东方省划分出来之前，拉斯图纳斯只是一个很小的村镇。从那以后，拉斯图纳斯与哈瓦那之间建成公路，发展日渐迅速。

## 行政市区
1. 阿曼西奥
2. 哥伦比亚
3. 赫蘇斯梅嫩德斯
4. 霍瓦沃
5. 拉斯图纳斯
6. 马希瓦科阿
7. 马纳蒂
8. 帕德雷港